# مهدی حاجی‌زاده
مهدی حاجی‌زاده (زادهٔ ۲۰ شهریور ۱۳۶۰) کشتی‌گیر بازنشستهٔ ایرانی است که در دستهٔ ۷۴ کیلوگرم کشتی آزاد رقابت می‌کرد. حاجی‌زاده قهرمان مسابقات قهرمانی کشتی جهان در سال ۲۰۰۲ است که بهترین کشتی‌گیر این مسابقات شد. او دو بار دیگر در مسابقات قهرمانی جهان سال‌های ۲۰۰۵ و ۲۰۰۶، و نیز در المپیک ۲۰۰۴ آتن عضو تیم ملی ایران بود. او همچنین برندهٔ مدال برنز بازی‌های آسیایی (۲۰۰۲) و مدال طلای مسابقات قهرمانی کشتی آسیا (۲۰۰۱) است.
حاجی‌زاده سال‌ها سابقهٔ رقابت در لیگ برتر کشتی آزاد ایران را نیز داشت. او پس از کناره‌گیری از مسابقات کشتی به مربیگری روی آورد.